# المجد (بدر)
قرية المجد هي إحدى القرى التابعة لمركز بدر في محافظة البحيرة في جمهورية مصر العربية. حسب إحصاءات سنة 2006، بلغ إجمالي السكان في المجد 290 نسمة، منهم 159 رجل و131 امرأة.